# Jacques Lebrun (voile)
Pour les articles homonymes, voir Jacques Lebrun et Lebrun.
Jacques Baptiste Lebrun est un skipper français né le 20 septembre 1910 à Paris et mort le 14 janvier 1996 à Neuilly-sur-Seine.

## Biographie
Jacques Lebrun participe en dériveur 12 pieds aux Jeux olympiques d'été de 1932 et remporte la médaille d'or olympique. Il participe aussi aux Jeux de 1936, 1948, 1952 et 1960.
Il est sacré champion du monde de 505 en 1956 à La Baule avec P.Harincouck.